# Jehyve Floyd
Jehyve Floyd (Parlin, 27 giugno 1997) è un cestista statunitense.

## Palmarès
- Campionato turco: 1

Fenerbahçe: 2021-22
- Supercoppa greca: 2

Promitheas Patrasso: 2020
Panathīnaïkos: 2021